# エネルギー資源
エネルギー資源（エネルギーしげん、英語: Energy resource）とは、産業・運輸・消費生活などに必要な動力の源。
18世紀までは主要なエネルギー源は水力や風力、薪、炭、鯨油などであったが、19世紀の産業革命の頃からそれらに代わって、石炭、石油が主に用いられるようになり、20世紀には核燃料が登場した。
最近では、一次資源が枯渇性エネルギーと再生可能エネルギーに分けて考えられるようになっており、再生可能エネルギーの開発とそれへの移行が進行中である。
消費されるエネルギー資源の構成が劇的に変化すること、あるいはその転換期を指してエネルギー革命と呼ぶことがある。転換期としてのエネルギー革命とは、第二次世界大戦後の石炭から石油への急激なエネルギー源の転換などを指すことが多い。

## エネルギー源
エネルギー源は、広義には他のエネルギー源に変換しうるものを指す。狭義には一次エネルギー源を指すことが多い。
一次エネルギー源は、自然界に存在しているエネルギー源を指し、二次エネルギー源は一次エネルギー源を何らかの形で変換したものを指す。
多くの場合、二次エネルギー源は電力、水素を指し、それ以外が一次エネルギーと考えることができる。
最近では一次エネルギー源は、再生可能エネルギーと枯渇性エネルギーに分類されて論じられることが多い。
本節では、一次エネルギー源のみを以下に列挙する。

### 枯渇性エネルギー

#### 化石燃料
- 石炭
- 石油
- 天然ガス

#### 原子力
- 原子力

### 再生可能エネルギー
太陽起源のもの
- 太陽エネルギー（太陽光発電、太陽熱発電、太陽熱利用等）
- 風力（風力発電）
- 波力（波力発電）
- 水力（水力発電など）
- 海洋温度差発電
- バイオマス（バイオマス発電等）

太陽起源以外のもの
- 潮汐力（潮力発電）
- 地熱（地熱発電）

### その他
下記ゴミは大元が木質バイオマスの場合は再生可能エネルギーとして認められるものも有るが、石油起源のものは再生可能エネルギーのカテゴリーには入れるべきものではない。
- ゴミ（RDF発電等）

また、新エネルギーのカテゴリーには入っているが、基本的に、これはエネルギーの効率的変換装置であってエネルギー源ではない。
- 燃料電池
- LNG冷熱 - マイナス162℃の低温で液体の状態にあるLNGが、常温に戻り気化する際に、周囲の熱を奪って冷却させる。これを利用し、中間熱媒体を液化・循環させたり、気化した天然ガスでタービンを回したりする冷熱発電のほか、液体酸素やドライアイスの製造、冷凍倉庫などにも利用されている。

## 人類のエネルギー利用の歴史

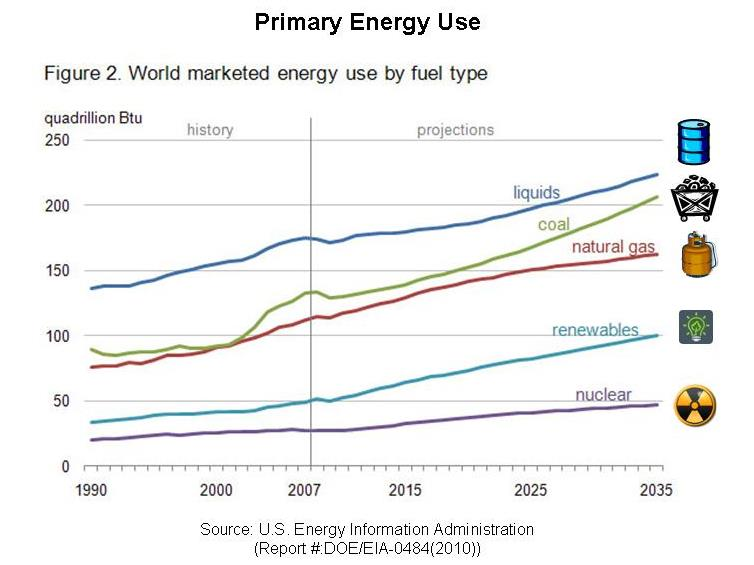
世界の一次エネルギー消費実績と予測 アメリカ合衆国エネルギー省　EIA (閲覧 2011-06)

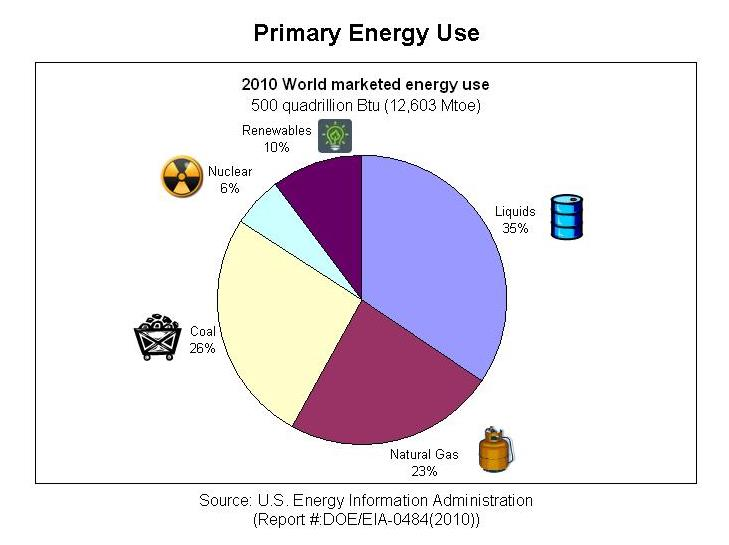
世界の一次エネルギー消費実績 2010

### 摩擦によって生じる熱エネルギー
人類のエネルギー利用は、木と木の摩擦によって生じる熱エネルギーからといわれる。熱エネルギーを活用して木々を燃やし、暖を取り、調理を行っていた。

### 風力・水力・太陽光の利用
農耕が始まるとともに、風力、水力、エネルギーは風車や水車などを動かす機械の動力として利用されはじめる。太陽光エネルギーは食べ物の乾燥、加熱などに利用されるようになる。

### 蒸気機関の発明
大規模な熱エネルギーの利用形態である蒸気機関が発明されて、産業革命の原動力となり社会を大きく変えることとなる。蒸気機関は、熱エネルギーを水蒸気の形で蓄えて、力学的エネルギーに変換することのできる機関である。

### 石油・天然ガスへの移行
初期の蒸気機関では、熱源として薪や石炭が用いられていたが、石油の発見および精製技術の発達とともに
徐々に石油や天然ガスへ移行している。しかし、現在でも発電部門を中心として石炭蒸気ボイラーは相当数利用されている。

### 内燃機関の発明
その後、蒸気機関よりも、直接的に熱エネルギーを力学的エネルギーへ変換する手法として、内燃機関が発明される。また、蒸気機関や内燃機関によって得られる力学的エネルギーを、電気エネルギーへ変換する手法が確立され、
社会の電化が進むこととなる。

### 核分裂
核分裂は、第二次世界大戦前後に現れたエネルギー源である。蒸気機関や内燃機関が基本的には化学物質の燃焼であるのに対して、原子核分裂では核分裂反応を利用しているために、莫大なエネルギーを取り出すことが可能である。核分裂は、当初原子爆弾などの軍事用途に用いられていたが、戦後は発電用途（原子力発電）でも用いられるようになる。しかし、核分裂反応では放射性廃棄物が発生するために、特に原子力発電では放射性廃棄物の処分が問題となることも多い。

### 核融合
核融合は、核分裂よりもより大きなエネルギーを得ることのできる方法である。放射線や放射性廃棄物を生み出すものの、核分裂よりはリスクが少ない。当初は軍事用途（水素爆弾）にて用いられていたが、核融合炉等の発電用途に向けた研究開発も進められている。

### 資源の枯渇・環境汚染の問題
1970年代に入り、石油危機や化石燃料の枯渇や燃焼ガスによるさまざまな環境問題が起こり、風力、水力、太陽光エネルギーが着目されるようになった。これらのエネルギーは、二酸化炭素をはじめとした環境汚染の原因物質をほとんど出さず、継続的に利用可能であることから再生可能エネルギーと呼ばれている。その後、地熱、波力、海洋温度差、バイオマスなどのさまざまな再生可能エネルギーの利用に向けた研究開発が進められているものの、未だ一般に用いられるほどには普及が進んでいない。また、燃料電池は、水しか排出しないために環境に優しいと考えられており、民生部門や運輸部門にて導入が期待されていて研究開発が盛んに行われている。しかしその燃料に用いられる水素はメタンから作られ、その過程に二酸化炭素を発生するため、問題解決への優れたエネルギーであるとは言いがたい面もある。
石油危機以降、エネルギー利用の効率化が進められてきている。産業部門ではエネルギー源単位の改善が継続的に行われていて、民生部門では省エネルギー家電の開発・普及が進められている。運輸部門では、ガソリンエンジン単体での効率向上だけではなく、ハイブリッドカーなどの新しいシステムを導入することによる効率向上も進められている。

## 世界情勢など
エネルギー資源に関する世界情勢は、政治・経済的側面が強く、単純に述べることは難しい。
近年は、地球温暖化への関心の高まりから、温室効果ガスの削減に向けた京都議定書と、その履行に注目が集まっている。
国内では、京都議定書の削減目標の達成に向けたさまざまな方策の実施、エネルギーの規制緩和（電力自由化）、
再生可能エネルギーの利用増大などに注目が集まっている。

### 世界のエネルギー企業
世界エネルギー企業トップ5社は以下の通りである。
| 順位 | 企業名           | 国家     |
| ---- | ---------------- | -------- |
| 1    | エクソンモービル | アメリカ |
| 2    | 韓国電力公社     | 韓国     |
| 3    | ガスプロム       | ロシア   |
| 4    | フィリップス66   | アメリカ |
| 5    | バレロ・エナジー | アメリカ |